# Passo dei Pecorai
Passo dei Pecorai è una frazione della provincia di Firenze, nel comune di Greve in Chianti.
Nonostante il nome, il passo non è posto in cima ad una montagna, bensì in fondovalle vicino al fiume Greve nell'omonima valle.  Le strade principali hanno subito una modifica nel corso dei secoli e quella che univa anticamente la Maremma al Casentino passava proprio per di lì. Dalla val di Pesa su per i borghi di Vignano, Luciana e Tolano per il Passo dei Pecorai e poi ancora per Chiocchio, Mugnana ed il passo de La Panca, scollinando nel punto più basso i rilevi che dividono le valli dei rispettivi fiumi. In alcuni punti più inutilizzati della vecchia strada, si trova ancora il lastricato etrusco a larghe pietre piatte.

## Transumanze
Per tanti anni il sistema più favorevole per nutrire gli animali, era quello di portarlo sui pascoli adatti. Un buon pascolo non solo determina il sostentamento dei singoli capi ma influenza positivamente la qualità delle carni, del vello e del latte prodotto. I pastori si spostavano pertanto dalla Maremma, ottima in inverno perché fresca e mai ghiacciata, fino al Casentino, dove nel periodo estivo vi erano grandi estensioni di pascoli verdi. Il Passo dei Pecorai era inoltre ottimale perché quasi a metà strada aveva anche un fiume Greve che nelle mezze stagioni, aveva comunque una portata idrica importante e sufficiente a nutrire e lavare i milioni di capi che vi transitavano. Il percorso completo comprendeva 13-14 tappe da effettuarsi due volte all'anno.

## Regole di passaggio
Per regimare il passaggio, furono anche emanati dagli enti amministrativi dei regolamenti che determinavano i periodi di sosta al fiume e le regole di passaggio. Inoltre, dopo tanti giorni passati all'addiaccio, era possibile finalmente fare un pasto caldo ed eventualmente anche dormire all'asciutto. Si potevano scambiare merci e grazie all'apposito spazio ricavato sul lato sinistro della casa principale, anche rimediare ai danni del cammino sostituendo ferrature, predisponendone altre, fare medicazioni un po' più incisive a chi ne avesse bisogno.

## Punti di ritrovo

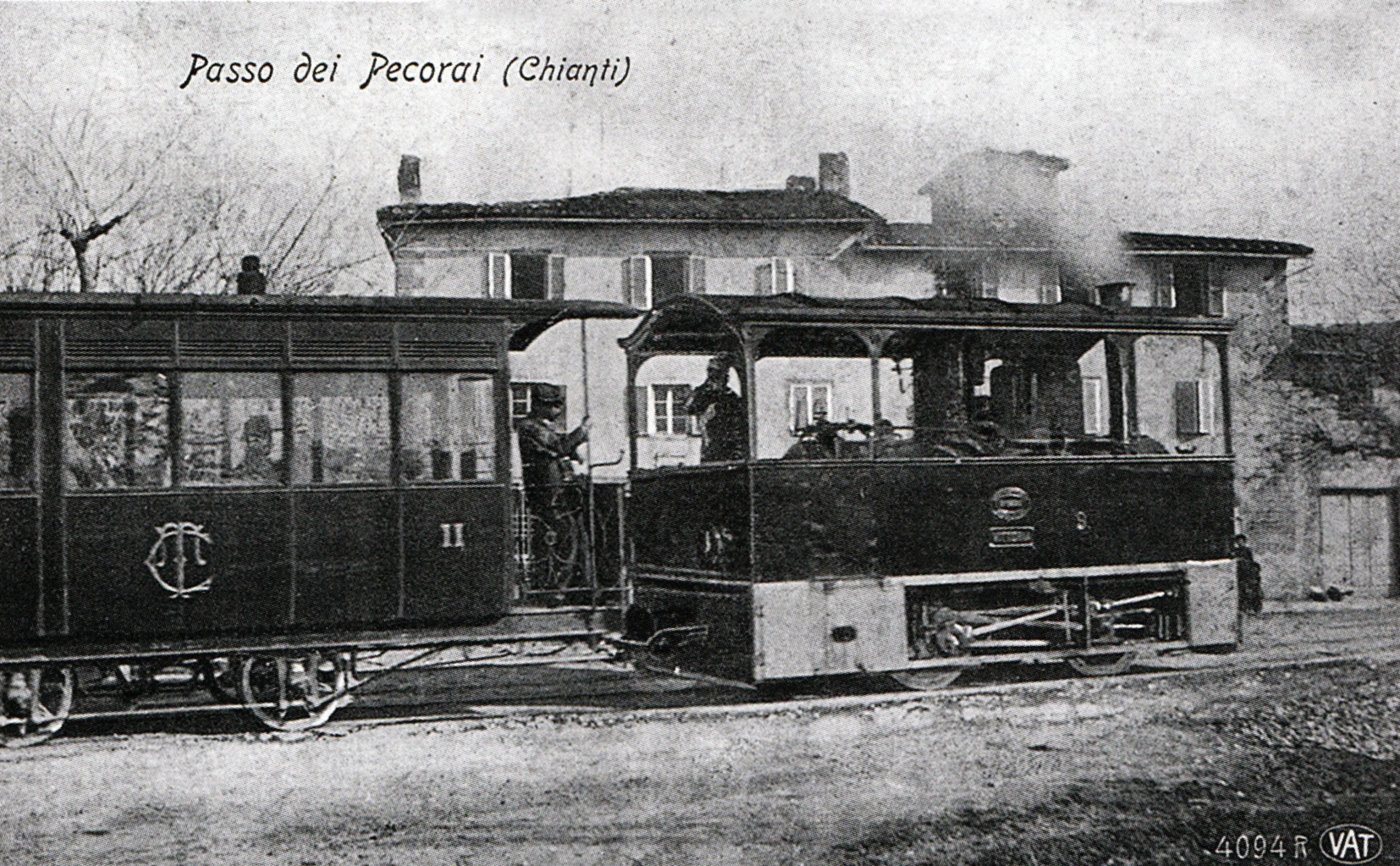
Convoglio tranviario in sosta al Passo dei Pecorai

La piazza del paese era spesso utilizzata come punto di ritrovo e di raccolta per il circondario, venivano qui rappresentati eventi tipici dell'epoca come il "bruscello" e si caricavano le merci agricole sui vagoni fintanto che transumanza e tramvia del Chianti non sono stati più praticati e remunerativi. La ferrovia, diventata una strada, è la via di comunicazione principale dal Chianti verso Firenze. Sulla facciata della costruzione principale vi è ancora uno dei punti altimetrici geografici più antichi del comune (1870 circa, fonte IGM).